# Cantone di Le Sancy
Il Cantone di Le Sancy è una divisione amministrativa dell'arrondissement di Clermont-Ferrand e dell'arrondissement di Issoire.
È stato costituito a seguito della riforma approvata con decreto del 21 febbraio 2014, che ha avuto attuazione dopo le elezioni dipartimentali del 2015.

## Composizione
Comprende i seguenti 44 comuni:
- Avèze
- Bagnols
- Besse-et-Saint-Anastaise
- La Bourboule
- Chambon-sur-Lac
- Champeix
- Chastreix
- Chidrac
- Clémensat
- Compains
- Courgoul
- Creste
- Cros
- Égliseneuve-d'Entraigues
- Espinchal
- Grandeyrolles
- Labessette
- Larodde
- Ludesse
- Mont-Dore
- Montaigut-le-Blanc
- Murat-le-Quaire
- Murol
- Picherande
- Saint-Cirgues-sur-Couze
- Saint-Diéry
- Saint-Donat
- Saint-Floret
- Saint-Genès-Champespe
- Saint-Nectaire
- Saint-Pierre-Colamine
- Saint-Sauves-d'Auvergne
- Saint-Victor-la-Rivière
- Saint-Vincent
- Saurier
- Singles
- Solignat
- Tauves
- La Tour-d'Auvergne
- Tourzel-Ronzières
- Trémouille-Saint-Loup
- Valbeleix
- Verrières
- Vodable